# Свети Никола Горни (Ротино)
„Свети Никола Горни“ или Зимни (на македонска литературна норма: „Свети Никола“) е православна църква в битолското село Ротино, Северна Македония, част от Преспанско-Пелагонийската епархия на Македонската православна църква – Охридска архиепископия.
Църквата е гробищен храм, разположен високо в Пелистер, южно от селото. Изградена е върху старо църквище.